# Cyrtodactylus fraenatus
Cyrtodactylus fraenatus este o specie de șopârle din genul Cyrtodactylus, familia Gekkonidae, ordinul Squamata, descrisă de Günther 1864. Conform Catalogue of Life specia Cyrtodactylus fraenatus nu are subspecii cunoscute.